# Orgue d'étude
 (novembre 2013).
Si vous disposez d'ouvrages ou d'articles de référence ou si vous connaissez des sites web de qualité traitant du thème abordé ici, merci de compléter l'article en donnant les références utiles à sa vérifiabilité et en les liant à la section « Notes et références ».
L'orgue d'étude est un orgue aux dimensions modestes construit pour l'exercice des organistes professionnels ou des étudiants à domicile.

## Caractéristiques
L'orgue d'étude comporte généralement deux claviers et un pédalier pour travailler les exercices et répertoires exigeant des voix séparées pour chacun de ces membres. Sa composition est assez restreinte pour une question de volume de la tuyauterie. Les jeux bouchées (de demie hauteur donc) seront favorisés, les extensions également. Il n'est pas rare de voir des orgues d'études construits autour d'un unique bourdon de huit pieds en jeu réel, avec tirasse permanente pour la pédale. Entièrement à traction mécanique pour le tirage des notes et des jeux, il comporte néanmoins un ventilateur électrique pour remplir le réservoir.
À la différence de l'orgue de salon, l'orgue d'étude n'a pas pour but un rendu sonore particulier mais bien la possibilité de travailler les pièces et la mise en place des mélodies main droite, main gauche et pédale.